# Wikipédia en frison septentrional
Wikipédia en frison septentrional (en frison septentrional : Nordfrasch Wikipedia) est l’édition de Wikipédia en frison septentrional, langue frisonne parlée dans l'arrondissement de Frise-du-Nord dans le Schleswig-Holstein en Allemagne. L'édition est lancée le 19 août 2010,,,,. Son code est : frr.
Au 20 mars 2025, l'édition en frison septentrional contient 20 220 articles et compte 22 025 contributeurs, dont 29 contributeurs actifs et 4 administrateurs.

## Présentation
Les langues frisonnes sont les suivantes :
- Le frison occidental (frysk), parlée en Frise aux Pays-Bas. L'édition de Wikipédia en frison occidental est lancée en 2002 et compte 56 361 articles ;
- Le frison oriental (seeltersk), en Saterland en Basse-Saxe en Allemagne. Ses locuteurs le nomment simplement saterlandais. L'édition de Wikipédia en frison oriental est lancée en 2008 et compte 4 128 articles ;
- Le frison septentrional (frasch, freesk, friisk), en Schleswig-Holstein en Allemagne. Il est divisé en dix dialectes dont l'intercompréhension est difficile.

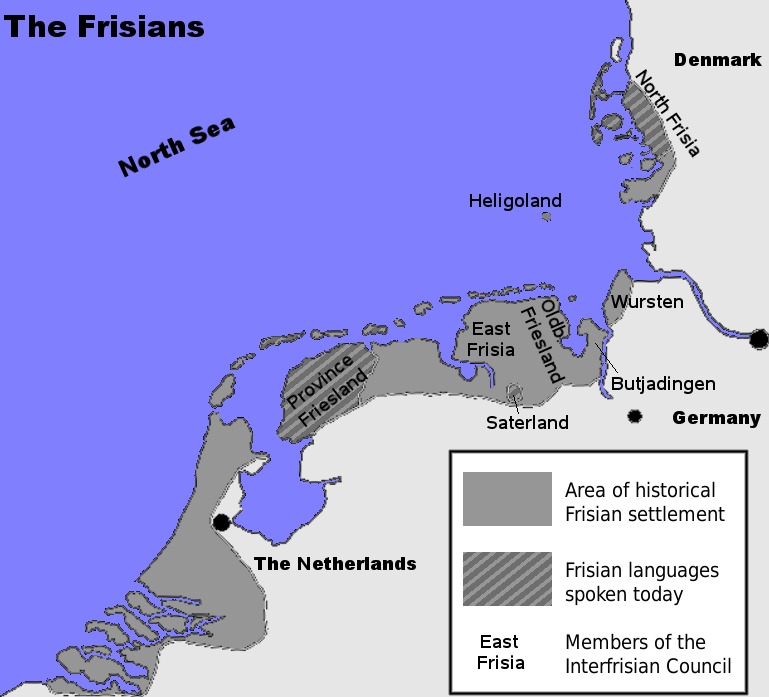
Aire de diffusion historique des langues frisonnes.
Aire de diffusion actuelle des langues frisonnes.
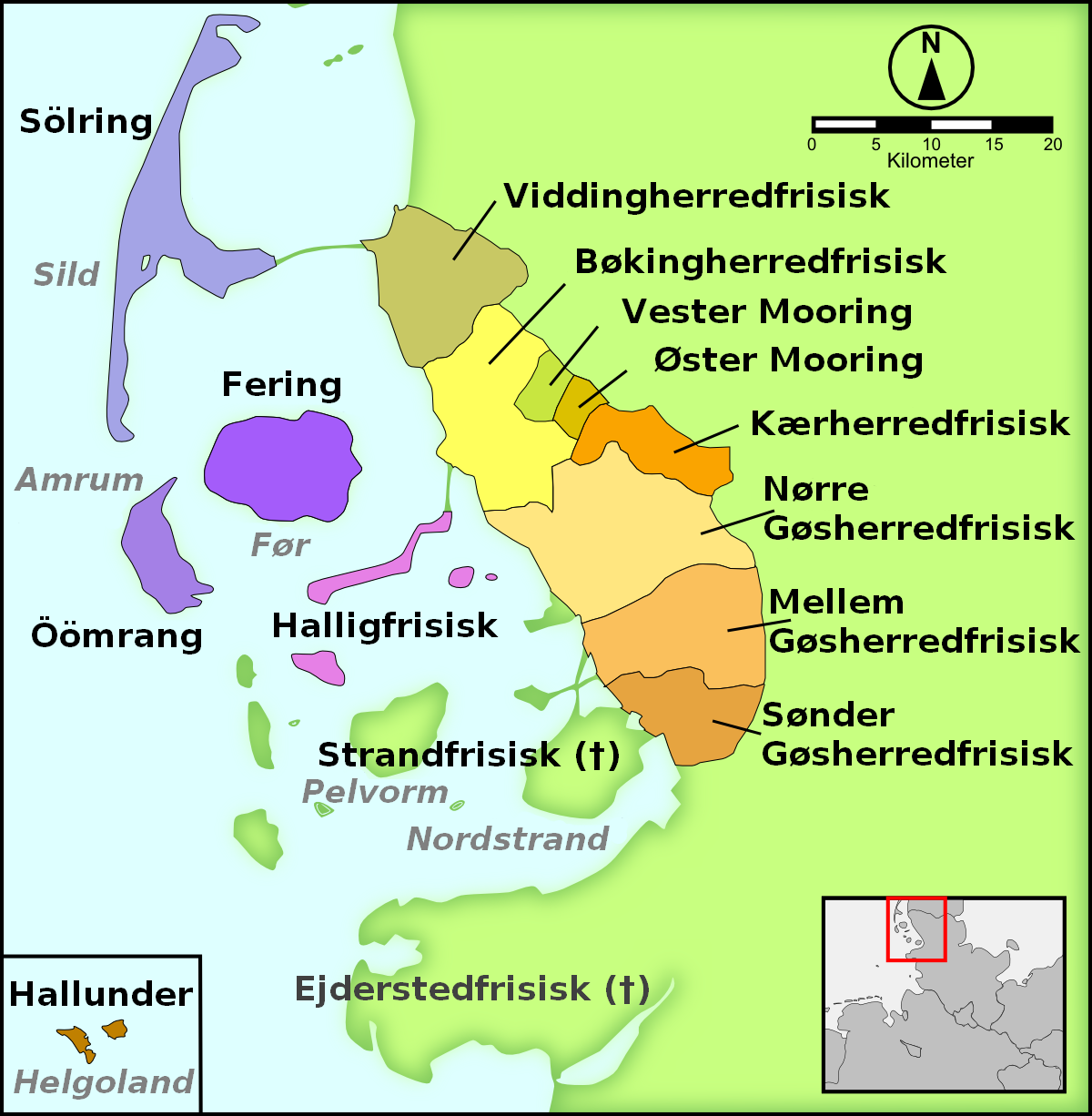
Les dix dialectes du  frison septentrional.

## Statistiques
- Le 6 mars 2015, l'édition en frison septentrional compte 6 284 articles et 6 228 utilisateurs enregistrés[6], ce qui en fait la 144e[7] édition linguistique de Wikipédia par le nombre d'articles et la 202e[8] par le nombre d'utilisateurs enregistrés, parmi les 287 éditions linguistiques actives.
- Le 30 septembre 2022, elle contient 16 282 articles et compte 18 172 contributeurs, dont 29 contributeurs actifs et 5 administrateurs.
- Le 28 août 2024, elle contient 19 378 articles et compte 21 109 contributeurs, dont 29 contributeurs actifs et 4 administrateurs.